# Pirašica
Pirašica je potok, ki izvira na južnem pobočju planote Pokljuka, jugovzhodno od vasi Jereka. V zaselku Log v Bohinju (ob cesti Bled-Bohinj med naseljema Bitnje in Nomenj) tvori Pirašiški slap, nedaleč od njega pa se kot levi pritok izliva v Savo Bohinjko.